# Mark Yeates
Mark Yeates (Tallaght, 11 gennaio 1985) è un ex calciatore irlandese, di ruolo ala.